# Тарарыкин, Вячеслав Яковлевич
Вячеслав Яковлевич Тарарыкин (20 марта 1925, Лежнево, Владимирская губерния — 2000, Иваново) — советский хозяйственный, государственный и политический деятель.

## Биография
Родился в 1925 году в посёлке Лежнево. Член ВКП(б).
Участник Великой Отечественной войны, призван в РККА в декабре 1942 года, на фронте не был, служил в составе 3-го отдельного запасного стрелкового полка, награждён Орденом Отечественной войны II степени (1985).
Окончил Ивановский хлопчатобумажный техникум и Ивановский текстильный институт.
С 1948 года — на хозяйственной, общественной и политической работе. В 1948—1985 гг. — на инженерных и руководящих должностях в текстильной промышленности, директор Кохомского хлопчатобумажного комбината, директор ордена Ленина Родниковского меланжевого комбината «Большевик», второй секретарь Ивановского обкома КПСС.
Избирался депутатом Верховного Совета РСФСР 8-го, 9-го и 10-го созывов.
Сын — Сергей Вячеславович Тарарыкин — ректор Ивановского государственного энергетического университета, профессор, доктор технических наук, заведующий кафедрой электроники и микропроцессорных систем, заслуженный деятель науки РФ.
Умер в 2000 году в Иванове.